# Kapadocijski grčki jezik
Kapadocijski grčki (ISO 639-3: cpg), jedan od helenskih jezika koji se nekada govorio na području Kapadocije u središnjoj Turskoj. Njegova 3 narječja govorila su se u blizini Konye (gradić Sille), po kojem je narječje dobilo ime;  zapadnokapadocijski u selima južno od Kayseria; i faràski u gradiću Faràs (Pharasa) i okolnim selima. Godine 1922. Kapadocijski Grci sele u Grčku gdje su raseljeni po različitim predjelima Grčke i gdje se mislilo da im je jezik izumro u šezdesetim godinama 20. stoljeća. U lipnju 2005. godine, Mark Janse i Dimitris Papazahariu otrkili su Kapadočane u Središnjoj I Sjevernoj Grčkoj koji su još uvijek govorili kapadocijskim. Oni su srednjih godina, pripadnici treće generacije govornika koji su pozitivna stava prema jeziku za razliku od njihovih roditelja te djedova i baka. Smatra se da je 2015. imao 2800 govornika.
Najsrodniji mu je pontski.

## Misthiotika
Misthiotika je dijalekt koji pripada kapadocijskoj grani grčkog. Misli se da je baziran na bizantskome grčkom jeziku sa sačuvanim arhaičnim obilježjima. Primio je mnoge posuđenice iz turskoga.

## Vanjske poveznice
- Ethnologue (14th)
- Ethnologue (15th)